# 1983 Bok
1983 Bok је астероид главног астероидног појаса са средњом удаљеношћу од Сунца која износи 2,622 астрономских јединица (АЈ).
Апсолутна магнитуда астероида је 12,6.